# 利比亚海军
利比亚海军成立于1962年，2011年利比亚内战爆发，反穆阿迈尔·卡扎菲人士组建了利比亚国民解放军以推翻穆阿迈尔·卡扎菲的统治，2011年10月20日，穆阿迈尔·卡扎菲在苏尔特被击毙。2011年11月，以利比亚国民解放军为基础成立新的利比亚武装力量。利比亞海軍遂成為利比亞國民軍的分支而海军司令部位于首都的黎波里，目前的利比亞海軍裝備主要為接收格達費時期的遺留。

## 行動
參加了2012年至今的叙利亚內戰。

## 裝備
- 科尼级护卫舰
- 纳努契卡II 级护卫舰
- Natya级扫雷舰
- Combattante II 勇士级导弹快艇
- Osa II 级导弹艇
- Polochny D级登陆舰
- LS级巡逻快艇
- PS700坦克登陆舰
- 斯林斯贝级SAH2200气垫船
- Foxtrot狐步级潜艇

## 外部連結
- （英文） Libyan navy（页面存档备份，存于）